# Lothar Stengel-von Rutkowski
Pour les articles homonymes, voir Rutkowski.
 (février 2020).
Le contenu est difficilement compréhensible vu les erreurs de traduction, qui sont peut-être dues à l'utilisation d'un logiciel de traduction automatique.
Lothar August Arnold Stengel-von Rutkowski (né le 3 septembre 1908 à Hofzumberge en Courlande et mort le 24 août 1992 à Wittmund en Allemagne) est un médecin, poète et partisan de l'eugénisme sous le régime nazi.

## Biographie

### Avant 1945
Lothar von Rutkowski est issu d'une vieille famille germano-baltique. Son père, Arnold von Rutkowski était un pasteur protestant, et sa mère était Elisabeth von Bahder. À l'âge de dix ans, il a été témoin du meurtre de ses parents par les bolcheviks. Il déménage avec son frère en Allemagne, où il a été adopté par l'historien Edmund E. Stengel à Marburg an der Lahn. Il s'intéresse à la « question raciale » après 1927 en étudiant les œuvres de Fritz Lenz et d'Hermann Muckermann . À Marburg, il étudie au lycée Philippinum, et obtient son diplôme d'études secondaires en 1928. De 1928 à 1933, il étudie la médecine, l'anthropologie et l'eugénisme à Munich, Marburg et Vienne. Il est membre du mouvement völkisch, des Jugendbund et des Adler et de Falken . À Munich, il devient membre de la Guild Greif Munich
En avril 1930, Stengel-von Rutkowski rejoint le NSDAP (numéro de membre : 223 102) et en novembre 1930 la SS (numéro de membre : 3 683). Il est promu Untersturmführer le 24 mars 1934, le 12 septembre 1937 il est promu Hauptsturmführer et en 1939 Sturmbannführer. 
Après avoir terminé ses études, Stengel-von Rutkowski travaille dans le Bureau pour la race et le peuplement (RuSHA) à Munich où il dirige le département de l'eugénisme.  
En 1934, il est naturalisé allemand et épouse Monika Hoppe. De ce mariage naissent 4 enfants. En 1934, Lothar von Rutkowski réussit son examen d'État. 
Karl Astel le désigne chef du Bureau d'État de Thuringe pour les affaires raciales à Weimar en 1933. À partir de novembre 1934, il dirige le département d'enseignement et de recherche raciale à l'Université d'Iéna. Il devient l'employé le plus proche de Karl Astel. Rutkowski était un ami proche du raciologue nazi Hans Günther. Grâce à Karl Astel, Stengel-von Rutkowski devient l'acteur principal de la biologie et de la philosophie nazies. Avec ses publications biophilosophiques et ses théories raciales, il influence de larges segments de la population. En 1936, est nommé juge au tribunal de santé héréditaire d'Iéna. À partir du 1er octobre 1937, il est conseiller gouvernemental et médical. 
En 1938, il obtient son doctorat à Iéna avec son ouvrage Die Fortpflanzung der thüringischen Bauern (« La reproduction des paysans de Thuringe »).
En 1940, il est chargé des cours d'eugénisme, de biologie culturelle et de « philosophie de l'eugénisme » à la faculté de médecine. Dans la même année, il devient vice-Gaudozentenführer. En plus de diffuser ses idées raciales et culturello-biologiques, Stengel-von Rutkowski soutient également les idées d'Ernst Haeckel . Sa définition de la race a façonné l'idéologie nazie et est utilisée dans le dictionnaire nazi. 
Stengel-von Rutkowski est corédacteur en chef du magazine de Jakob Wilhelm Hauer « Deutscher Glaube. Monatsschrift für arteigene Lebensgestaltung, Weltschau und Frömmigkeit », qui est paru entre avril 1934 et février 1944. En juillet 1933 et jusqu'en mai 1934, il participe à la fondation du Mouvement de la foi. Il devient membre du conseil de direction des Adler et de Falken. 
À partir de 1940, il travaille comme médecin militaire pour les Waffen SS dans les Balkans, en Union soviétique et en Grèce. À partir de janvier 1944, il travaille comme médecin au RuSHA de Prague. En 1945, il est capturé par les Soviétiques.

### Après la Seconde Guerre mondiale
En raison de son implication politique et de sa proximité personnelle avec l'État nazi, Stengel-von Rutkowski est exclu de la fonction publique en son absence en septembre 1945. Dans la zone d'occupation soviétique, plusieurs de ses écrits ont été placés sur la liste des livres à jeter . En juillet 1949, il retourne à Marburg après quatre ans d'emprisonnement en Russie, où il y écrit un manuscrit intitulé Der Rassengedanke in Wissenschaft und Politik (« L'idée raciale dans la science et la politique ») 
En 1954, Stengel-von Rutkowski passe un examen médical officiel à Düsseldorf et de 1958 à 1972, il travaille comme médecin du district de Waldeck à Korbach et comme médecin généraliste. En collaboration avec Jakob Wilhelm Hauer, Stengel-von Rutkowski fonde en avril 1956 la « Freie Akademie ». De 1956 à 1972, il est le « secrétaire scientifique » de l'académie, et après la mort de Hauer en 1962, il devient le président de l'académie. Il se retire en 1972 à Korbach, où il écrit de nombreux volumes de poésie. En 1992, Stengel-von Rutkowski plaide coupable dans une lettre à la mort de sa sœur Gisela, née en 1916, qui était mentalement malade et qui le 13 juin 1941 a été assassiné dans le l'hôpital psychiatrique Hadamar. 

## Publication
(février 2020).
- Rasse und Geist. In: Nationalsozialistische Monatshefte. Jahrgang 4, Heft 35 (Februar) 1933, S. 86–90
- Grundzüge der Erbkunde und Rassenpflege. Langewort, Berlin-Lichterfelde 1934. 3. erg. Aufl. 1939; 4. unv. Aufl. 1943
- Hans F. K. Günther, der Vorkämpfer für den nordischen Gedanken. Eher, München 1936
- Das Reich dieser Welt. Lieder und Verse eines Heiden. Wölund, Erfurt 1937 (Gedichte)
- Deutsch auch im Glauben. Sigrune, Erfurt 1939
- Die unterschiedliche Fortpflanzung der 20000 thüringischen Bauern. Lehmanns, München 1939
- Der Gang durch das Jahr. Lyrische Aquarelle. Sigrune, Erfurt 1939 (Gedichte)
- Was ist ein Volk? Der biologische Volksbegriff. Eine kulturbiologische Untersuchung seiner Definition und seiner Bedeutung für Wissenschaft, Weltanschauung und Politik. Kurt Stenger, Erfurt 1940 (Habilschrift)
- Wissenschaft und Wert. Fischer, Jena 1941
- Von Allmacht und Ordnung des Lebens. Nordland, Berlin 1942
- Das naturgesetzliche Weltbild der Gegenwart. Nordland, Berlin 1943
- Spur durch die Dünen der Zeit. Marburger Spiegel, Marburg 1958 (Gedichte)
- Die Gesichte des Einhorns. Hohenstaufen, Bodman 1968 (Gedichte)
- Auf der Suche nach neuen weltanschaulichen Behausungen. Zs. Wirklichkeit und Wahrheit, Heft 3/74
- Lebensreligion und Wertidealismus. Studien zur Arbeit der Freien Akademie 24, Tübingen 1977
- Die Arbeit der freien Akademie 1956–1976., Zs. Wirklichkeit und Wahrheit, 1977, Heft 2
- Vogelflug und Seinsminute. Hohenstaufen, Bodman 1978 (Gedichte)
- Im Spiegel des Seins. Hohenstaufen, Bodman 1983 (Gedichte)
- Der Wanderer. Bilder zwischen Tag und Traum. Gedichte. Edition L, Lossburg 1988 (Gedichte)
- Zaubereien in Bild und Wort. Hagel, Korbach 1990
- Jahreslauf und Lebensspur. Frühe Gedichte. Europäischer Verlag, Wien 1990 (Gedichte)

## Livres lui faisant référence
(février 2020).
- Michael Grüttner: Biographisches Lexikon zur nationalsozialistischen Wissenschaftspolitik (= Studien zur Wissenschafts- und Universitätsgeschichte. Band 6). Synchron, Heidelberg 2004,  (ISBN 3-935025-68-8), S. 168.
- Uwe Hoßfeld: Nationalsozialistische Wissenschaftsinstrumentalisierung: Die Rolle von Karl Astel und Lothar Stengel von Rutkowski bei der Genese des Buches von (Heinz Brücher) Ernst Haeckels Bluts- und Geisteserbe (1936). In Erika Krauße (Hg.): Der Brief als wissenschaftshistorische Quelle. Ernst-Haeckel-Haus-Studien, 8. Verl. für Wissenschaft und Bildung, Berlin 2005,  (ISBN 3-86135-488-8).
- Uwe Hoßfeld, Michal Šimůnek: Die Kooperation der Friedrich-Schiller-Universität Jena und [der] Deutschen Karls-Universität Prag im Bereich der „Rassenlehre“ 1933–1945. Erfurt 2008,  (ISBN 978-3-937967-34-9).
- Hinrich Jantzen: Namen und Werke, Band 3 (Quellen und Beiträge zur Geschichte der Jugendbewegung, Band 12). Frankfurt am Main 1975,  (ISBN 3-7638-1253-9), S. 299–304.
- Wolfgang A. Ritter: Der Lyriker Lothar Stengel-von Rutkowski. Ein Wanderer zwischen Natur und Geist. Loßburg 1992,  (ISBN 3-927932-61-2).
- Andreas Mettenleiter: Selbstzeugnisse, Erinnerungen, Tagebücher und Briefe deutschsprachiger Ärzte. Nachträge und Ergänzungen III (I–Z). In: Würzburger medizinhistorische Mitteilungen. Band 22, 2003, S. 269–305, hier: S. 295.
- Paul Weindling: „Mustergau“ Thüringen. Rassenhygiene zwischen Ideologie und Machtpolitik. In: Norbert Frei (Hrsg.): Medizin und Gesundheitspolitik in der NS-Zeit (= Schriftenreihe der Vierteljahrshefte für Zeitgeschichte, Sondernummer). R. Oldenbourg, München 1991,  (ISBN 3-486-64534-X), S. 81–97, hier: S. 93–96.
- Petra Hörner, Lexikon der deutschsprachigen Literatur des Baltikums und St. Petersburgs : vom Mittelalter bis zur Gegenwart, 2007 (ISBN 978-3-11-091213-5)